# Can Baiona (Viladecavalls)
Can Baiona és una masia del municipi de Viladecavalls (Vallès Occidental) protegida com a bé cultural d'interès local.

## Descripció
És una masia de planta basilical amb planta baixa, un pis i golfes. A la planta baixa s'obre la porta d'arc de mig punt adovellat que es troba desplaçada cap a l'esquerra respecte a l'eix central de la façana. Al primer pis s'obren tres obertures rectangulars i a les golfes una galeria de tres arcs de mig punt, el central més ample que els laterals. A aquest cos s'adossen altres edificacions que tenen funcions agrícoles com corrals, galliners, magatzems... creant un conjunt força gran.
És una masia datada del segle xvi que pertanyé a la família Baiona. L'any 1842 la superfície de les seves terres ocupava 229 quarteres.